# Старорусский уезд
Старорусский уезд — один из уездов Новгородской губернии и наместничества. Уездный город — Старая Русса.

## История
В Санкт-Петербургской губернии Старая Русса была в Новгородской провинции. Провинции были разделены на дистрикты. В 1727 году были ликвидированы дистрикты, а сами губернии стали делиться не только на провинции, но и на уезды. Старая Русса дала имя Старорусскому уезду; тогда же в 1727 году из Петербургской губернии была выделена Новгородская губерния в составе 5 провинций (Новгородской, Псковской, Великолуцкой, Тверской, Белозерской). Тогда в Новгородской провинции было шесть уездов: Новгородский, Новоладожский, Олонецкий, Порховский, Староладожский и Старорусский. 
.

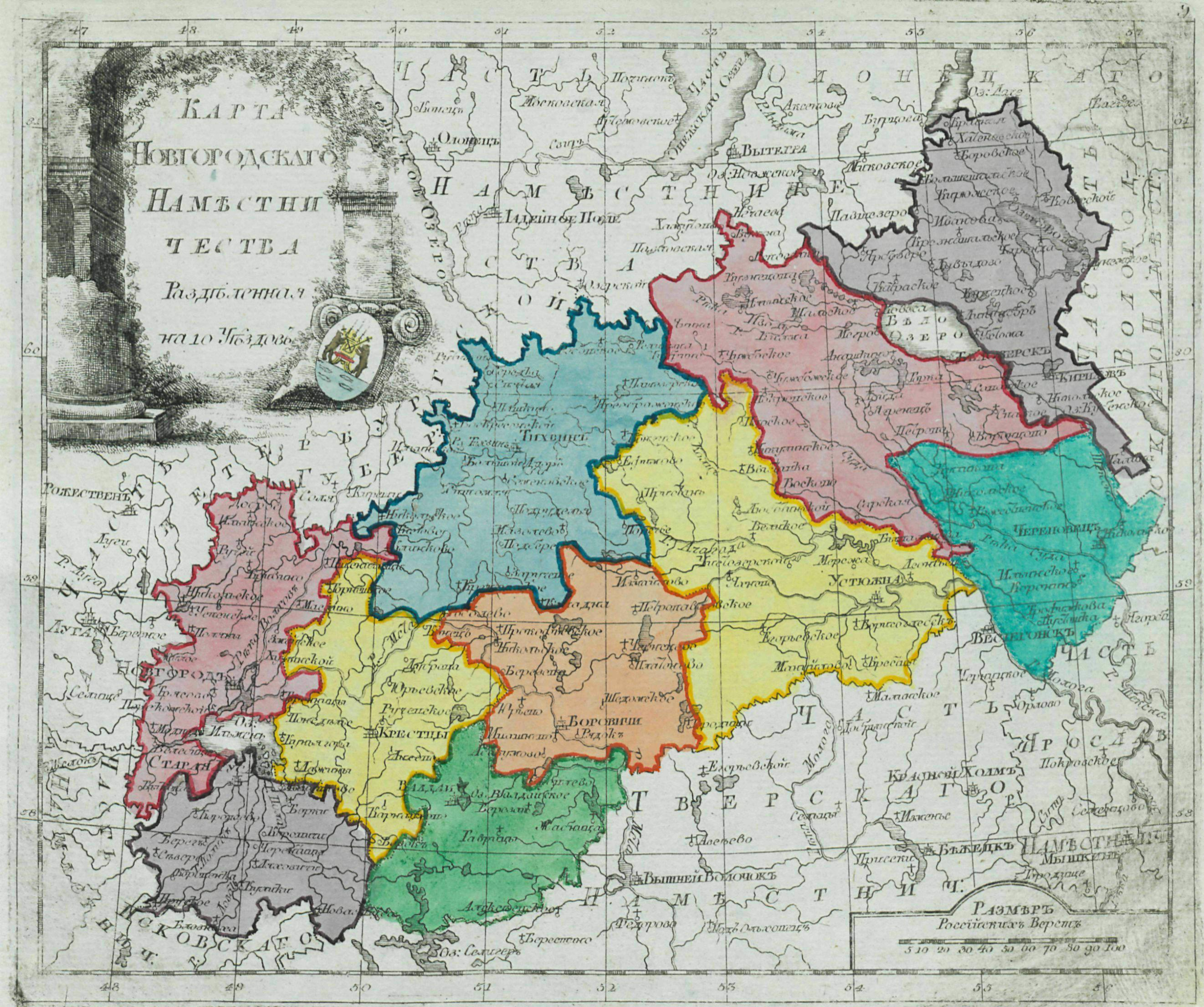
Старорусский уезд, 1792 год

В 1824 году в связи с образованием в губернии округов военных поселений Старорусский уезд был упразднён. В связи с ликвидацией военных поселений в 1859 году Старорусский уезд воссоздан.
В 1825 году деревня Озерки Демянского уезда была передана в Старорусский уезд, а 1895 году деревни Хмели и Речки Старорусского уезда были переданы в Демянский уезд. В 1899 году село Глухое Демидово Коломской волости Старорусского уезда было передано в Костьковскую волость Демянского уезда.
В 1927 году — упразднён, территория распределилась между районами Новгородского округа Ленинградской области.

## Административно-территориальное устройство

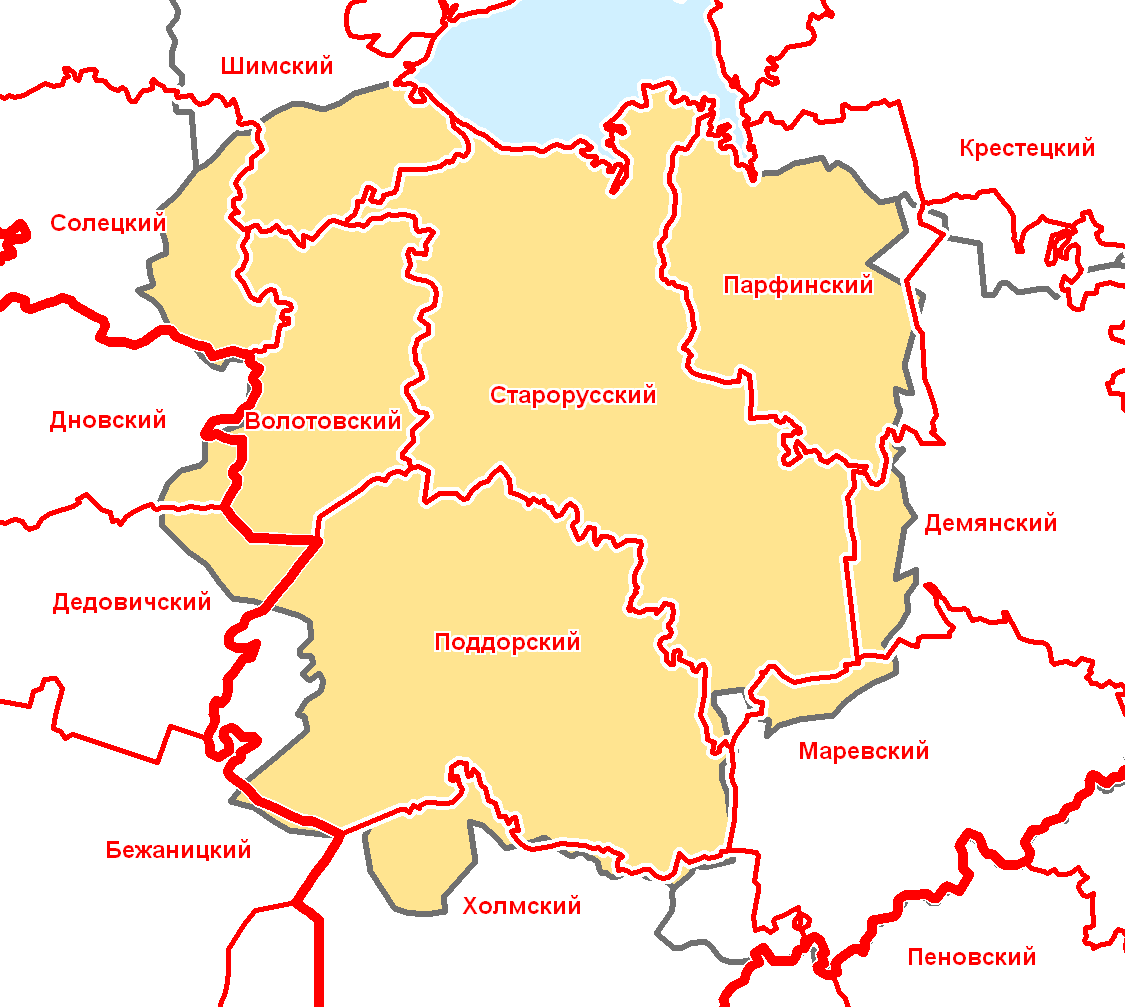
Старорусский уезд в современной сетке районов

В 1890 году в состав уезда входило 26 волостей
| № п/п | Волость        | Волостное правление | Число селений | Население |
| ----- | -------------- | ------------------- | ------------- | --------- |
| 1     | Астриловская   | с. Астрилово        | 86            | 6456      |
| 2     | Белебелковская | с. Белебёлка        | 127           | 11153     |
| 3     | Виленская      | д. Виленка          | 37            | 3184      |
| 4     | Воскресенская  | с. Великое          | 64            | 7545      |
| 5     | Высоцкая       | с. Высокое          | 60            | 8143      |
| 6     | Городецкая     | с. Городцы          | 48            | 8972      |
| 7     | Губинская      | с. Губино           | 36            | 3205      |
| 8     | Доворецкая     | с. Доворец          | 35            | 6618      |
| 9     | Должинская     | с. Должино          | 57            | 7959      |
| 10    | Дубовицкая     | д. Дубовицы         | 45            | 8897      |
| 11    | Жгловская      | с. Дегтяри          | 39            | 4635      |
| 12    | Залучская      | д. Залучье          | 38            | 5891      |
| 13    | Коломская      | с. Колома           | 40            | 4709      |
| 14    | Коростынская   | с. Буреги           | 37            | 9018      |
| 15    | Любынская      | с. Любыни           | 27            | 3653      |
| 16    | Мануйловская   | д. Мануйлово        | 66            | 5716      |
| 17    | Медниковская   | д. Медниково        | 78            | 8571      |
| 18    | Налючская      | с. Налючи           | 53            | 7778      |
| 19    | Нивская        | с. Нивки            | 47            | 4623      |
| 20    | Перегинская    | с. Перегино         | 37            | 6580      |
| 21    | Подгощская     | с. Подгощи          | 28            | 6976      |
| 22    | Поддорская     | с. Поддорье         | 63            | 7540      |
| 23    | Ратицкая       | д. Ратицы           | 35            | 4797      |
| 24    | Славитинская   | с. Славитино        | 46            | 8135      |
| 25    | Черенчицкая    | с. Черенчицы        | 25            | 6284      |
| 26    | Шотовская      | с. Ефремово         | 36            | 5401      |

В 1913 году в состав уезда входило 26 волостей.

## Уездные предводители дворянства[5]
| Ф.И.О                                                                                       | Должность            | Года      |
| ------------------------------------------------------------------------------------------- | -------------------- | --------- |
| Аничков Иван Никитич                                                                        | Подполковник         | 1776-1778 |
| Аничков Семён Никитич                                                                       | Полковник            | 1778-1782 |
| Чертов Иван Васильевич                                                                      | Бригадир             | 1782-1783 |
| Бороздин Иван Корнильевич                                                                   | Капитан              | 1783-1785 |
| Мельгунов Василий Иванович                                                                  | Полковник            | 1785-1786 |
| Аничков Семён Никитич                                                                       | Полковник            | 1786-1789 |
| Оклечеев Александр Васильевич                                                               | Капитан-лейтенант    | 1789-1792 |
| Аничков Семён Никитич                                                                       | Полковник            | 1792-1795 |
| Вельяшев Степан Иванович                                                                    | Капитан 2 ранга      | 1795-1798 |
| Болтин Александр Николаевич                                                                 | Секунд-майор         | 1798-1801 |
| Маврин Александр Егорьевич                                                                  | Секунд-майор         | 1801-1804 |
| Языков Матвей Степанович                                                                    | Генерал-майор        | 1804-1806 |
| Дирин Аполлон Григорьевич                                                                   |                      | 1806-1808 |
| Алексеев Иван Кузьмич                                                                       | Коллежский советник  | 1808-1810 |
| ????                                                                                        |                      | 1810-1812 |
| Верёвкин Василий Игнатьевич                                                                 | Майор                | 1812-1815 |
| Голохвастов Яков Алексеевич                                                                 | Статский советник    | 1815-1818 |
| Бороздин Пётр Иванович                                                                      | Капитан              | 1818-1821 |
| Бровцын Асикрит Евдокимович                                                                 | Поручик              | 1821-1824 |
| Дирин Александр Филиппович                                                                  | Надворный советник   | 1824      |
| Старорусский уезд (1824-1860) был расформирован и Старая-Руса отнесена к военным поселениям |                      |           |
| Норманский Иван Егорович                                                                    | Инженер-капитан      | 1860-1872 |
| Симанский Александр Николаевич                                                              | Штабс-капитан        | 1872-1875 |
| Норманский Иван Егорович                                                                    | Капитан              | 1875-1878 |
| Арцыбашев Михаил Егорович                                                                   | Коллежский асессор   | 1878-1884 |
| Васильчиков Борис Александрович (князь)                                                     | Коллежский секретарь | 1884-1890 |
| Симанский Николай Александрович                                                             | Губернский секретарь | 1890-1891 |
| Дирин Сократ Николаевич                                                                     | Коллежский советник  | 1891-1893 |
| Соловов Виктор Иванович                                                                     | Депутат              | 1893-1897 |
| Беннигсен Эммануил Павлович (граф)                                                          | Титулярный советник  | 1897-1903 |
| Долгоруков Николай Александрович (князь)                                                    | Полковник в отставке | 1903-1905 |
| Путятин Михаил Павлович (князь)                                                             | Корнет запаса        | 1905-1906 |
| Долгоруков Николай Александрович (князь)                                                    | Полковник в отставке | 1906-1908 |
| Завалишин Александр Дмитриевич                                                              | Коллежский асессор   | 1908      |